# Platforma de eroziune alpină Borăscu

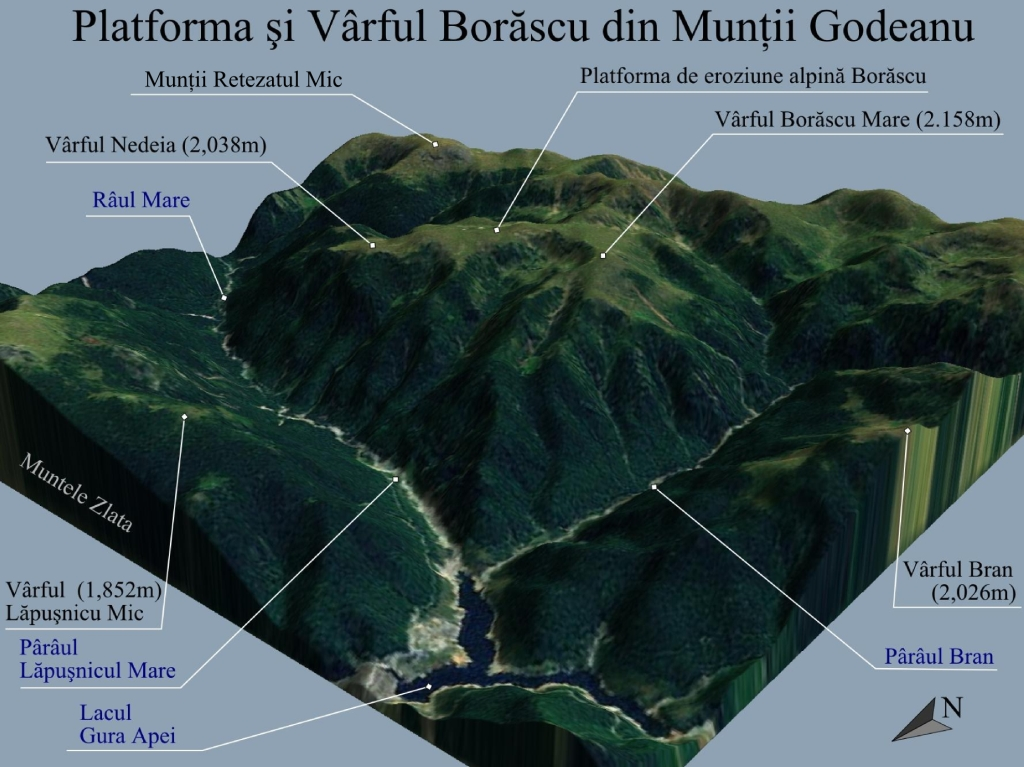
Platforma şi Vârful Borăscu.

Platforma de eroziune alpină Borăscu este o platformă de eroziune de tip glaciar aflată în Munții Godeanu la o înălțime medie de peste 2.000 de metri.  Punctul cel mai înalt al acestei platforme alpine este unul din vârfurile de peste 2.100 de m ale Masivului Godeanu, Vârful Borăscu Mare.